# 森政吉
森 政吉（もり まさきち、1887年 - 1957年8月1日）は、日本のビリヤード界を築いたことで知られるプロビリヤードプレイヤー。明治後期から昭和初期に活躍し、「日勝亭の鈴木亀吉、淡路亭の森政吉」と謳われるほどの腕前であった。出生地にある南慶院には「日本撞球界之大先達」と刻まれた顕彰碑が現存する。

## 生涯
1887年、神奈川府都筑郡鴨志田村(現神奈川県横浜市青葉区鴨志田町)に生まれる。都筑郡中里村立尋常鉄小学校(現横浜市立鉄小学校)へ入学。
後年、東京へ出たとされるが詳しい記録は残っていないという。
1925年7月に再発行されたビリヤード情報誌「撞球界 再刊第四号」に「復興の撞球界を観て」を寄稿。
1926年4月8日、河邊潔と共に日本撞球協会（現日本ビリヤード協会）を設立する。ビリヤードの普及や後進の育成に尽力し、中国、韓国、台湾へ渡り、国外においてもビリヤードの普及に努めた。
終戦後は日本撞球新聞社の顧問を務める。
1957年8月1日、東神奈川駅（横浜駅という説もある）で倒れ死去。森の偉業を称えるべく日本撞球新聞社社長の水越申悟、河邊潔、天田章らが発起人となり顕彰碑が建立された。碑文の揮毫は真鍋儀十によるものである。